# Port e Vullen
Port e Vullen (« Port du Moulin » en mannois) est un bourg de l'île de Man, situé dans la paroisse de Maughold, à deux kilomètres environ à l'est de Ramsey. Il est connu principalement pour sa chapelle méthodiste, qui fut construite dans les années 1830.
Les falaises qui bordent le village sont la destination de grimpeurs. Des compétitions y sont parfois organisées.
Le chemin de fer électrique mannois y passe, Port e Vullen possédant une gare de trains.

## Personnalité
- Baldwin Wake Walker (1802-1876), amiral, y est né.